# Animorphs
Pour les articles homonymes, voir Animorphs (série télévisée).
 (novembre 2016).
Si vous disposez d'ouvrages ou d'articles de référence ou si vous connaissez des sites web de qualité traitant du thème abordé ici, merci de compléter l'article en donnant les références utiles à sa vérifiabilité et en les liant à la section « Notes et références ».
Animorphs est une série de romans de science-fiction jeunesse écrite par Katherine Alice Applegate, publiée entre 1996 et 2001. L'histoire suit un groupe de cinq adolescents (12 à 14 ans) dotés d'une technologie Andalite (extraterrestre), la morphose, qui leur permet de se transformer en animaux. Ils entendent ainsi lutter contre l'invasion des Yirks sur Terre, une race extraterrestre de limaces parasites en perpétuelle recherche de nouveaux hôtes, de corps à infiltrer, à contrôler et à réduire en esclavage.

## Intrigue
Afin d'écourter leur retour chez eux depuis la salle d'arcade, cinq adolescents prennent le risque de traverser un chantier désaffecté.
C'est alors qu'ils assistent à l'atterrissage d'un véritable vaisseau spatial. Son unique passager, le prince Elfangor, est un extraterrestre : un Andalite, membre d'une espèce bienveillante armée d'une technologie surdéveloppée.
Le vaisseau est endommagé, Elfangor est à l'agonie. Elfangor avertit les héros de l'invasion silencieuse mais imminente des Yirks. La contre-attaque menée par les andalites s'était soldée par un échec,. Elfangor affirme que la terre sera perdue avant l'arrivée du prochain bataillon Andalite, si personne d'autre ne s'oppose aux Yirks.
Pour donner une chance à l'humanité, l'Andalite offre aux adolescents une opportunité - une arme. Il leur transmet la technologie de la morphose : la capacité à acquérir l'ADN des êtres vivants, et à s'en approprier la forme. Ce fut le dernier acte du Prince qui, immédiatement après, fut cruellement achevé par Vysserk Trois, le chef de l'invasion des Yirks sur Terre.
Usant de leur pouvoir de métamorphose, et se donnant le nom d'Animorphs, les cinq adolescents suivent la dernière volonté d'Elfangor et entreprennent une guérilla contre les Yirks. Ils sont rejoints au cours de l'histoire par Aximili, le jeune frère d'Elfangor, qui, doté des mêmes pouvoirs qu'eux, vient leur porter assistance. Rapidement, le combat évolue en une guerre acharnée contre les Yirks, mais toujours à l'insu des humains.
Vers la fin de la série, les Yirks comprennent que ceux qu'ils prennent pour des "résistants andalites" sont en réalité des humains. Les Animorphs parviennent à exfiltrer leurs familles, sauf celle de Jake qui est capturée. Ils décident alors de sortir de la clandestinité : ils contactent la gouverneure de l'Etat, informent la garde nationale de l'invasion yirk et détruisent le Bassin Yirk. Ces actions, couplée à l'arrivée de la flotte andalite, permettent aux Animorphs de remporter une écrasante et inattendue victoire sur les Yirks.

## Yirks
Les Yirks sont une espèce parasite extraterrestre, semblable à des limaces grises, longs d'une douzaine de centimètres. A l'état naturel, ils sont sourds, aveugles, muets, sans défense, et ne peuvent se déplacer que dans du liquide. Pourtant, leur intelligence et leur sensibilité sont égales à celles des humains.
Cette existence extrêmement limitée est compensée par une formidable capacité. Les Yirks peuvent s'introduire dans le canal auditif d'autres espèces, s'envelopper autour de leurs cerveaux, et prendre leur contrôle. En contrôlant une autre créature, les Yirks ont droit à une toute nouvelle expérience de vie, infiniment supérieure à la leur. De nouveaux sens, des corps forts et libres de se déplacer en autonomie, l'accès au plaisir.
Tout ceci, bien sûr, aux dépens de la créature contrôlée. L'hôte d'un Yirk reste entièrement conscient lorsqu'il est infecté. Totalement subjugué, il ne peut plus ni bouger ni parler. Il sent la présence du Yirk, et peut communiquer avec. Il peut sentir le Yirk fouiller dans ses souvenirs, le voir duper ses proches, utiliser son corps pour faire le mal.
Un Yirk aux commandes d'un hôte s'appelle un Contrôleur. Selon les cas, on parle d'Humain-Contrôleur, d'Andalite-Contrôleur, ou encore de Hork-Bajir-Contrôleur.

## Personnages
Les principaux personnages, les Animorphs, sont cinq adolescents américains, Jake, Cassie, Rachel, Marco et Tobias. Lorsque l'histoire débute, ils sont encore collégiens, avec un âge estimé à 13 ou 14 ans.
À partir du tome 4, un sixième Animorphs rejoint la troupe : un jeune Andalite nommé Ax, dont l'âge exact est inconnu.

### Jake
Jake, le leader des Animorphs, est le cousin de Rachel et le meilleur ami de Marco. C'est un jeune homme blanc, brun, grand et athlétique, doté d'un charisme naturel. Malgré son jeune âge, il est décrit comme sérieux et raisonnable. Il assume ses responsabilités de chef avec humilité, même si elles deviennent de plus en plus lourdes à assumer au fil des tomes.
Jake vit dans une famille de classe moyenne, avec ses parents et son grand frère, Tom. Dès le premier tome, Jake découvre que son frère est un humain-Contrôleur, contrôlé par un Yirk placé haut dans la hiérarchie. En plus de supporter l'idée que son frère est asservi sous ses yeux jour après jour, Jake doit redoubler de méfiance pour ne pas être découvert, même sous son propre toit. Le désir de libérer Tom de l'esclavage est la motivation principale de Jake. Quand ses parents sont capturés par les Yirks (tome 49), Jake sombre dans une profonde dépression dont il sort peu à peu.
Après guerre, Jake est à la fois honoré par les sociétés humaines pour son rôle de chef de la résistance et accusé d'avoir commis des crimes de guerre en éliminant plusieurs milliers de Yirks sans défense. Il ne parvient pas à se réacclimater à la vie civile et souffre de stress post-traumatique. Quand il apprend que son ami Ax a disparu dans l'espace, il monte une expédition pour aller le sauver et, confronté à un nouvel adversaire redoutable, ordonne à son vaisseau spatial, surnommé Le Rachel, d'éperonner le vaisseau adverse : la saga s'achève ainsi.

### Rachel
Rachel est la cousine de Jake, et la meilleure amie de Cassie. Elle est blonde, grande, extrêmement belle, et toujours propre sur elle. Ses centres d'intérêt sont le shopping et la gymnastique. Cette apparence frivole et fragile est compensée par un tempérament de feu et un appétit pour la violence. Après quelques épisodes, Rachel se distingue comme la plus combative et la plus intrépide des Animorphs, au point d'inquiéter ses camarades, en particulier Ax et Cassie. Plusieurs tomes insistent sur son agressivité et sa difficulté croissante à accepter de suivre les ordres de Jake.
Rachel vit avec sa mère avocate, Naomi, et ses deux petites sœurs, Jordan et Sarah. Ses parents sont divorcés ; le père de Rachel travaille comme présentateur télé dans un état voisin.
Elle trouve la mort dans l'avant-dernier tome de la série, quand Jake l'envoie sur le Vaisseau Amiral pour éliminer son frère Tom. En mourant, elle a une vision de l'Ellimiste qui lui dit qu'il ne peut pas la sauver mais lui confirme qu'elle a bien agi. Jake, Marco et Tobias décident de nommer leur vaisseau spatial d'après elle pour lui rendre hommage.

### Tobias
Au début de l'histoire, Tobias n'est connecté à aucun des autres personnages. Il est élève au même collège que les autres, mais reste solitaire. Victime de harcèlement scolaire, abandonné par ses parents, hébergé par un oncle distant et alcoolique, Tobias vit très malheureux. Il rencontre Jake quand celui-ci le sauve d'une agression dans les toilettes du collège, et cherche sa compagnie à partir de ce moment, ce qui explique qu'il se trouve sur les lieux du crash d'Elfangor avec les autres.
Le destin de Tobias est transfiguré dès la fin du premier livre. Leur première infiltration en territoire ennemi se soldant par un échec, Tobias est forcé de rester caché pendant plusieurs heures, sans pouvoir démorphoser. Il dépasse ainsi la limite de deux heures, au-delà de laquelle il devient impossible de retrouver son corps d'origine. Tobias reste donc permanemment coincé sous forme de faucon à queue rousse. Plusieurs personnages, dont Tobias lui-même, suggèrent qu'il a choisi volontairement de dépasser la limite horaire pour échapper à une vie insupportable.
Ainsi privé du pouvoir de morphoser, Tobias ne s'avoue pas vaincu. Il reste dans la bataille, glanant des informations en espionnant les Contrôleurs, et aiguillant ses camarades depuis les cieux lors des batailles. Grâce à une manipulation temporelle de l'Ellimiste, il parvient plus tard à récupérer le pouvoir de morphoser depuis son corps de faucon, et peut même morphoser en son ancien corps d'humain. Mais il choisit de rester un faucon pour pouvoir continuer à aider les autres Animorphs.
On apprend plus tard que Tobias est en réalité le fils d'Elfangor, qui avait choisi dans une certaine ligne temporelle de rester vivre sur Terre. Il est donc le neveu d'Ax. Tobias retrouve finalement sa mère biologique, Loren, et la guérit de sa cécité en lui donnant le pouvoir de morphoser. La perte de son humanité et la difficile adaptation à son nouveau mode de vie d'oiseau de proie font de Tobias un personnage mélancolique et sombre qui s'interroge sur sa propre identité. Après avoir été torturé par un Yirk sadique, Tobias se met encore plus en retrait du groupe, même s'il reste très proche d'Ax et de Rachel avec laquelle il entretient une relation amoureuse.
Après guerre, Tobias, portant le deuil de Rachel, disparaît et choisit de vivre comme un faucon. Il accepte cependant de partir avec Jake et Marco pour aller aider leur ami Ax dans le dernier tome.

### Marco
Marco est le meilleur ami de Jake depuis la petite enfance. Il est petit, basané, avec de longs cheveux bruns et un certain charme. Sa philosophie est de tourner tout en dérision ; il sert de comic relief. Son esprit très analytique fait de lui un élément central des décisions du groupe.
Marco vit en marge de la ville, avec peu de moyens. Quelques années avant le début de l'histoire, la mère de Marco, Eva, a perdu la vie dans un mystérieux accident de bateau. À la suite de quoi, son père Walter, ingénieur de haut niveau, est tombé dans une profonde dépression. Depuis, cette petite famille brisée fait de son mieux pour se redresser. 
D'abord tenté de refuser de se battre contre les Yirks, Marco change d'avis en apprenant dès le tome 5 que sa mère, loin d'avoir péri en mer, est en fait l'hôte d'un Yirk de très haut rang : Vysserk Un. Marco jure alors de combattre jusqu'à pouvoir sauver sa mère, et reconstruire sa vie d'avant. Au fil des tomes, il s'affirme comme le tacticien de la bande, capable d'élaborer des stratégies complexes. Il revendique également son cynisme et sa froideur, même quand il s'agit d'éliminer sa propre mère. Finalement, c'est Marco qui est le premier à basculer dans la clandestinité, en intervenant alors que les Yirks sont sur le point de transformer son père en Contrôleur. Peu après, les Animorphs éliminent Vysserk Un et sauvent Eva, la mère de Marco, dès lors réunie avec son père.
Après guerre, Marco profite d'une célébrité planétaire, mais il n'hésite pas à repartir avec Jake et Tobias pour aller secourir Ax.

### Cassie
Cassie est la meilleure amie de Rachel et est amoureuse de Jake. C'est une fille noire, petite, qui a tendance à négliger son physique. Elle est motivée par son grand cœur et un sens moral très développé.
Cassie vit dans une ferme à l'orée des bois, que ses parents vétérinaires ont reconverti en Centre de Sauvegarde Pour La Vie Sauvage. Cassie a grandi entourée d'animaux et sait s'y prendre avec eux. Grâce à elle, le groupe a accès à un large éventail d'animaux à acquérir. Sa grange regorge d'animaux sauvages esquintés, et le zoo (le Parc) où travaille sa mère leur permet d'approcher des animaux plus exotiques - et plus dangereux.
Au fil de l'intrigue, Cassie supporte de plus en plus mal le combat et les violences. Elle est la première à interagir avec un Yirk, allant jusqu'à morphoser en Yirk pour comprendre combien cette vie de parasite dépourvu de sens est affreuse. Elle incarne la voix de la raison, rappelant aux autres Animorphs les frontières morales à ne pas dépasser, ce qui l'amène souvent à s'opposer à Rachel. Elle finit par livrer le cube bleu, permettant d'acquérir le pouvoir de morphoser, aux Yirks, ce qui lui vaut d'être vivement critiquée par Jake et Ax, jusqu'à ce qu'ils comprennent qu'elle a fait le bon choix en offrant aux Yirks un moyen d'échapper à leur condition de parasite sans avoir à réduire en esclavage un être conscient.
Après guerre, Cassie devient une meneuse écologiste. Impliquée dans ses actions sur Terre, elle refuse de repartir au combat avec Jake, Tobias et Marco.

### Ax
Le nom complet d'Ax est Aximili-Esgarrouth-Isthil. Ce genre de noms à rallonge est caractéristique de sa race ; les Andalites. Son apparence est celle d'un centaure bleu, dépourvu de bouche, avec une paire d'yeux supplémentaires montés sur de courts tentacules, quatorze doigts, et une longue queue munie d'une lame tranchante, servant d'arme naturelle. Etant un cadet de l'armée Andalite, il est doté lui aussi de la technologie de l'animorphe.
Ax est le petit frère d'Elfangor, le Prince Andalite qui a donné aux Animorphs le pouvoir de morphoser. Il s'est écrasé sur Terre, suite de la même bataille qui a eu raison d'Elfangor. Jugé trop jeune pour combattre, il avait été laissé seul dans le Vaisseau Dôme Andalite, qui fut détruit par les Yirks en même temps que les vaisseaux de combat. Ax a atterri dans l'océan, et a su survivre assez longtemps pour être secouru par les Animorphs dans le tome 4.
Il devient ainsi le sixième membre du groupe. Ses connaissances sur les extraterrestres et ses compétences avec la technologie font de lui un atout précieux. Cependant, il ne bénéficie pas du même anonymat que les autres Animorphs. Difficile de passer inaperçu dans un tel corps, surtout auprès des Contrôleurs. Il vit donc caché dans la forêt près de la ferme de Cassie, en compagnie de Tobias.
Pour pouvoir circuler parmi les humains, Ax a recours à un processus spécifique ; il acquiert les ADN de Jake, Rachel, Cassie et Marco, et les amalgame pour former quelque chose de nouveau. La forme humaine d'Ax est une fusion des caractéristiques physiques des autres Animorphs. C'est un garçon brun de peau, avec de longs cheveux bouclés brun clair, et un visage étrangement féminin. Techniquement parlant, sa forme humaine est intersexe.
Ax est régulièrement tiraillé entre sa race d'origine, les Andalites, et la loyauté qu'il doit aux Animorphs avec qui il combat, en particulier à Jake qu'il considère comme son prince. Peu à peu, il comprend et en vient à admirer la combattivité et la complexité morale des humains et à remettre en question ses préjugés initiaux. Il choisit finalement de rester loyal aux Animorphs et les aide à préparer l'attaque sur le Bassin Yirk malgré l'interdiction du haut commandement andalite (tome 51).
Après guerre, Ax est nommé prince et devient extrêmement célèbre parmi les siens. Expert de la culture humaine, il introduit la technologie andalite sur Terre. A la tête d'un vaisseau de guerre andalite, il poursuit les derniers Yirks agressifs dans l'espace, où il est capturé - peut-être tué - par un extraterrestre qui l'assimile à un corps métamorphe.

## Animorphes (ou Morphose)
Pour lutter contre les Yirks, les cinq humains ont reçu le pouvoir de morphoser. Cela consiste à acquérir l'ADN d'un animal par simple contact, pour pouvoir ensuite prendre l'apparence de cet animal.
Ce pouvoir peut paraître faible pour lutter contre des extraterrestres. Mais en réalité, c'est un atout de taille : les héros peuvent ainsi se changer en grands animaux plus aptes au combat, se faufiler dans des endroits ou l'on ne peut pas les voir arriver, s'adapter à divers milieux, etc. Chaque protagoniste a une animorphe de combat préférée : Jake en tigre de Sibérie, Rachel en grizzly, Marco en gorille, Cassie en loup gris, et Tobias en faucon à queue rousse. Ax étant naturellement redoutable dans son corps andalite, il garde son corps d'origine dans la plupart des combats. Au cours de la série, ils acquièrent chacun une vingtaine d'animorphes différentes.
En outre, comme l'ADN n'a rien à voir avec les blessures ou les maladies, ils guérissent des blessures qu'ils reçoivent en animorphe, en reprenant simplement leur corps d'origine (corps d'humain pour les cinq adolescents et corps d'andalite pour Ax) .
Néanmoins, ce pouvoir présente une limite majeure : ils ne peuvent pas rester plus de deux heures sous une forme animale sous peine de ne plus pouvoir démorphoser. Un être ayant payé ce prix est désigné sous le nom de "nothlit". De plus, il est impératif de repasser par son corps d'origine avant de pouvoir morphoser en un autre animal.
Les Animorphs doivent aussi apprendre à contrôler les instincts de l'animal dont ils ont pris la forme, sous peine de perdre pied et succomber à la peur maladive d'une proie, ou à l'agressivité d'un grand prédateur. Cette phase d'adaptation nécessite quelques minutes la première fois qu'on prend la forme d'un animal. Pour les fois suivantes, c'est immédiat.
Ils peuvent morphoser uniquement avec des vêtements très moulants, qui se transforment alors en plumes, poils ou écailles selon l'animal choisi, sinon leurs vêtements et chaussures sont détruits pendant leur transformation (dans la série télévisée leurs vêtements habituels se transforment en poils, plumes ou écailles selon l'animal, probablement faute de moyens). Ils ne peuvent pas «acquérir» l'ADN directement à partir de l'animorphe d'une autre personne ou acquérir une animorphe pendant qu'ils sont sous la forme d'un animal. Pour finir, bien que l'animorphe leur donne l'apparence et les instincts de l'animal, ils ne possèdent pas la mémoire, les pensées, la personnalité ou encore l'expérience de l'animal : ainsi dans le tome 3 : L'affrontement, Jake et les autres Animorphs se retrouvent confrontés à une meute de loups, alors qu'ils sont dans une animorphe de loup, ce dernier hésite à se battre car bien qu'il possède l'intelligence humaine, le loup dominant a l'expérience du combat. Lorsque les Animorphs sont sous leurs formes d'animaux, ils ne peuvent pas parler, à moins que l'animal dont ils ont la forme ne le puisse, car ils possèdent les organes vocaux de l'animal choisi, mais ils peuvent communiquer par parole mentale (télépathie), exactement comme les Andalites. Bien qu'ils adoptent surtout des formes animales, leurs pouvoirs ne se limitent pas : on a pu voir certains personnages morphoser en humains (Ax, Vysserk Trois, puis Tobias), en extraterrestres (ils ont parfois morphosé en Hork-Bajir, en Yirk…), en dinosaures (voir Mégamorphs 2 : Au temps des dinosaures), etc.

### Nothlits
"Nothlit" est le terme andalite pour désigner un être resté coincé dans un corps emprunté. Il est réputé impossible pour un nothlit de regagner sa forme intiale. Cependant, l'intrigue amène quelques exceptions. 
Plusieurs personnages subissent ce sort au cours de la série : 
- Tobias : faucon à queue rousse (tome 1). Tobias se retrouve tragiquement forcé de rester sous forme de faucon pour pouvoir se cacher dans un recoin du bassin Yirk, et ainsi échapper aux ennemis en alerte. Tobias choisit de perdre son pouvoir et de renoncer à sa vie humaine plutôt que d'être attrapé et infesté, ce qui aurait court-circuité la tentative des Animorphs de sauver la terre. Par la suite, il est suggéré de nombreuses fois que Tobias aurait pu avoir choisi de se laisser piéger afin d'échapper à sa famille négligente, à sa vie d'adolescent malheureux. Tobias en vient rapidement à apprécier sa condition d'oiseau - avec cependant de fréquents accès de dépression et de panique existentielle.
- Arbron : Taxxon (Hors-série : Chronique des Andalites)
- Elfangor-Sirinial-Shamtul : humain (hors-série : Chronique des Andalites)
- Cassie : chenille (tome 18). Temporairement ; la métamorphose de la chenille en papillon permet à Cassie d'inverser le sort.
- David : rat (tome 21). David est le septième Animorph ; ajouté au groupe par la force des choses au cours du tome 19. David s'avère très vite être problématique, ce qui aboutit à une trahison ouverte au cours du tome 21, où David menace de livrer les Animorphs aux Yirks et de passer du côté ennemi de la guerre.  Ne pouvant se résoudre à tuer un adolescent humain, les Animorphs lui tendent un piège. David se transforme en rat de son plein gré, mais il est ensuite enfermé dans une solide cage, trop petite pour lui permettre de démorphoser. Le délai de 2h écoulé, David est abandonné sur une île déserte, où les seuls habitants sont d'autres rats.  Ce dénouement cauchemardesque apporte un niveau de noirceur inédit dans la série, qui, quoique violente, était encore relativement manichéenne.
- Aftran 942 : baleine à bosse (tome 29). Introduite dans la série au tome 18, Aftran est une Yirk ayant choisi d'adhérer au [Yeerk Peace Movement]. Ce mouvement rebelle remet en cause la domination des Yirks par la force, et prône à la place un idéal de symbiose avec des hôtes consentants, non-sentiants, ou artificiels.  L'idéologie d'Aftran est découverte par le camp ennemi ; elle est menacée de mort, mais pas avant de subir la torture et de dénoncer tous ses alliés. Les Animorphs parviennent à la sauver de justesse... Mais sont impuissants face à ses besoins naturels. En effet, privée d'accès aux rayons du Kandrona, Aftran est condamnée à mourir de faim très rapidement.  L'intrigue est résolue quand les Animorphs donnent à Aftran le pouvoir de morphoser, et lui permettent de choisir un corps dans lequel vivre libre pour le restant de ses jours.
- Aldrea-Iskillion-Falan : Hork-Bajir (Hors-série : Chronique des Hork-Bajirs)

## Races extraterrestres
- Andalites : la race dominante de la galaxie, et les ennemis jurés des yirks. Les andalites sont des extraterrestres fiers et très avancés. Ce sont eux qui ont inventé la technologie de l'animorphe. Leur société est centrée autour d'une hiérarchie militaire très stricte. Ils sont caractérisés par leur tendance à l’ingérence, prenant le contrôle de conflits intergalactiques avec des mesures parfois drastiques.
- Yirks : les « méchants » principaux de la série. Les yirks sont des parasites ressemblant à des limaces, qui ont la faculté de pénétrer dans la boite crânienne des autres êtres vivants pour investir leurs cerveaux et les mettre sous leur contrôle. Ils ont déjà asservi une grande quantité de races, et ils cherchent désormais à s'en prendre aux humains, sous la direction de Vysserk Trois.
- Hork-bajirs : l'une des races asservies par les yirks. Les Hork-bajirs sont des créatures au physique de véritables machines à tuer, avec un corps couvert de lames et de piquants. Pourtant, ce sont des êtres végétariens et pacifiques, qui vivaient en harmonie sur leur planète avant d'être réduits en esclavage par les yirks et transformés en armes vivantes. Au début de l'histoire, les Hork-Bajirs libres n'existent tout simplement plus.
- Taxxons : autre race prise par les yirks. Ressemblant à d'immenses mille-pattes, les Taxxons sont des êtres cannibales et agressifs qui se sont volontairement offerts aux yirks en échange d'une nourriture abondante. Etant éternellement sujets à une faim incontrôlable, et extrêmement faciles à vaincre, ils sont considérés comme des hôtes de bas étage.
- Ellimiste : un être étrange et quasi-tout-puissant qui apporte un soutien non négligeable aux Animorphs. Son origine n'est expliquée que dans The Ellimist Chronicles, un hors-série qui ne fut jamais traduit en français.
- Crayak : sorte de version maléfique de l'Ellimiste, tout aussi flou que ce dernier mais que l'Ellimiste déclare être plus puissant que lui-même. Pour ne pas détruire tout sur leur passage, l'Ellimiste et lui sont convenus qu'ils ne devaient pas user de leurs pouvoirs directement, se cantonnant à des actes minimes en spéculant sur leurs conséquences.
- Cheys : l'une des races les plus puissantes. Les Cheys sont des androïdes très perfectionnés aux allures de chien bipède, créés par un peuple extraterrestre disparu appelé les Pémalites. Réfugiés sur Terre après l'anihilation de leurs créateurs par les Hurleurs, sous-fifre de Crayak, ils vivent désormais sur Terre. Les Cheys maintiennent leur existence secrète en usant d'hologrammes très avancés pour se cacher aux yeux des humains. Les Cheys sont extrêmement puissants physiquement, à un tel point qu'ils pourraient éliminer les yirks sans difficultés s'ils les affrontaient. Toutefois, ils sont programmés pour être non violents, et ne peuvent donc pas se battre, même s'ils le désirent. Néanmoins, ils apportent leur propre soutien aux animorphs en leur servant d'espions, car leurs hologrammes leur permettent d'infiltrer facilement les yirks. Les Cheys étant dénués de cerveaux biologiques, il est impossible pour les Yirks de les infecter.
- Pémalites : Les Pémalites sont une race extraterrestre extrêmement avancée et profondément pacifique. Semblables à des chiens se tenant debout sur leurs pattes arrière, ils ont créé les Cheys à leur image, non pas en tant que serviteurs mais comme compagnons de jeu. La fusion de leur ADN avec celui des loups est à l'origine de la race canine, manipulation orchestrée par les Cheys exilés. Ces êtres ont été entièrement exterminés par les Hurleurs de Crayak.
- Venber : Une race d'extraterrestre vivant dans des lieux gelés. Ils ont des sortes de patins sur les pieds. À une température au-dessus de 0°, ils fondent. Ils furent exterminés par une espèce nommée « Les Cinq », qui s'en servait pour alimenter leurs ordinateurs. Les Cinq furent eux-mêmes exterminés par les Andalite d'alors, belliqueux. Par la suite, les Yirks ont utilisé l'ADN retrouvé sur des dépouilles Venber pour ramener cette espèce à la vie, en la croisant génétiquement avec... Des humains.
- Iskroot (Isk et Yoort) : Une race marchande, vivant sur un long pilier, ils achètent de tout et n'importe quoi (babioles, souvenirs, etc.). C'est à la base une race qui s'appelait les Yoorts, qui étaient eux aussi des parasites comme les yirks. Mais ils n'envahissaient pas les autres planètes, ils ont trouvé un moyen de survivre sans envahir une espèce passive. Ils ont créé les Isks afin de ne plus avoir à parasiter d'autres espèces. Le isk et le yoort ne peuvent vivre l'un sans l'autre, c'est une symbiose parfaite. Ils ont aussi besoin de Kandrona tous les trois jours.
- Gedds : Natifs de la même planète que les Yirks, les Gedds sont la première espèce que les yirks ont asservie. Ils ressemble à des singes-humains et possèdent une jambe plus longue que l'autre. Ils sont myopes, simples d'esprit, maladroit et faibles. Ils sont considérés comme des hôtes de mauvaise qualité.
- Hurleurs : Une race créée par Crayak dans le but de tuer. En plus de leurs corps puissants, ils sont dotés d'une arme sonique : leurs hurlements déchirants peuvent étourdir, voir blesser physiquement leurs victimes. Il ne vivent pas plus de trois ans, ce qui fait qu'il restent toute leur vie enfant et meurent enfant. Ainsi, ils ne comprennent pas la destruction qu'ils engendrent ; pour eux, tuer n'est qu'un jeu. Ils ont une mémoire collective et n'ont pas de souvenir de leur défaites face à d'autres races. Ils se croient donc invincibles. Ils ont déjà essuyé la défaite, mais celle-ci n'a jamais réussi à atteindre la mémoire collective car Crayak éliminait ceux qui perdaient avant même que le souvenir de la défaite atteigne la mémoire collective.
- Helmacron : Ce sont de petits êtres mégalomanes qui veulent asservir l'univers et qui vont créer des problèmes à nos héros. Ils ne mesurent que quelques millimètres, ce qui ne gêne ne rien leur ambition débordante. Leur technologie leur permet de miniaturiser les autres êtres vivants.
- Skrit na : C'est une race étrange, ni pacifiste ni malfaisante. Elle voyage sur différentes planètes pour prélever des habitants ou animaux qui y vivent et faire d'étranges expériences. Leur vie se divise en deux parties : d'abord les skrit, qui entrent dans un cocon et deviennent des sortes de « cafards géant » pour devenir des na. Ils apparaissent pour la première fois dans le livre Chronique des Andalites.
- Leiran : Ils ressemblent à des grenouilles jaunes à la peau granuleuse et ils ont le pouvoir de la télépathie.

## Contenu violent
La série est conseillée à un public de 10 ans et plus. Malgré cela, de nombreux éléments violents et horrifiques entrent en jeu, et ce dès le premier tome.

### Morphoses
Le processus de morphose en lui-même est décrit comme profondément dégoûtant. Les transformations s'opèrent sans ordre logique, donnant lieu à des descriptions monstrueuses de membres fondant, d'os craquant, d'organes dissous. De telles scènes sont décrites plusieurs fois par livre, avec des descriptions tantôt comiques, tantôt cauchemardesques. Toutefois, fort heureusement pour nos héros, morphoser est indolore.

### Combats
Si les protagonistes, encore adolescents, préfèrent éviter les effusions de violence, ils n'ont souvent le choix que de combattre férocement pour s'en sortir. Les batailles menées par les Animorphs s'avèrent, la plupart du temps, très sanglantes. La morphose permettant la régénération des blessures, l'autrice peut se permettre de mutiler les héros au-delà du réparable. Plaies ouvertes, os cassés et membres sectionnés sont monnaie courante. Pour peu que les Animorphs parviennent à démorphoser avant de mourir, ils regagnent leurs corps intacts et peuvent continuer le combat. En gardant toutefois le souvenir de ce qu'ils ont subi - et infligé. Les personnages avouent tous souffrir de violents cauchemars.

### Dilemmes moraux
La trame narrative devient de plus en plus sombre, en particulier dans les derniers tomes. La série aborde des thèmes complexes, parmi lesquels la torture, l'ambiguïté morale des choix en temps de guerre, les violences envers les populations civiles, les crimes de guerre, le stress post-traumatique, l'impossible réadaptation des soldats traumatisés à la vie civile, etc.

## Liste des tomes

### Animorphs
| Tome | Titre            | ISBN                  | Date de Parution |
| ---- | ---------------- | --------------------- | ---------------- |
| 1    | L'Invasion       | (ISBN 978-2070509775) | - 1996           |
| 2    | Le Visiteur      | (ISBN 978-2070509782) | -                |
| 3    | L'Affrontement   | (ISBN 978-2070509799) | -                |
| 4    | Le Message       | (ISBN 978-2070509805) | -                |
| 5    | Le Prédateur     | (ISBN 978-2070509812) | -                |
| 6    | La Capture       | (ISBN 978-2070509829) | -                |
| 7    | L'Inconnu        | (ISBN 978-2070509836) | -                |
| 8    | L'Extraterrestre | (ISBN 978-2070515714) | -                |
| 9    | Le Secret        | (ISBN 978-2070517596) | -                |
| 10   | L'Androïde       | (ISBN 978-2070517602) | -                |
| 11   | L'Oubli          | (ISBN 978-2070517619) | -                |
| 12   | La Menace        | (ISBN 978-2070517626) | -                |
| 13   | La Mutation      | (ISBN 978-2070519682) | -                |
| 14   | Le Mystère       | (ISBN 978-2070519699) | -                |
| 15   | L'Évasion        | (ISBN 978-2070521906) | -                |
| 16   | L'Alerte         | (ISBN 978-2070521913) | -                |
| 17   | Le Piège         | (ISBN 978-2070522422) | -                |
| 18   | La Décision      | (ISBN 978-2070524129) | -                |
| 19   | Le Départ        | (ISBN 978-2070524136) | -                |
| 20   | La Découverte    | (ISBN 978-2070526154) | -                |
| 21   | L'Ennemi         | (ISBN 978-2070526161) | -                |
| 22   | La Solution      | (ISBN 978-2070526956) | -                |
| 23   | L'Héritier       | (ISBN 978-2070526963) | -                |
| 24   | Le Soupçon       | (ISBN 978-2070526970) | - 1998           |
| 25   | Le Voyage        | (ISBN 978-2070527960) | -                |
| 26   | Le Duel          | (ISBN 978-2070527977) | -                |
| 27   | La Mission       | (ISBN 978-2070529681) | -                |
| 28   | La Manipulation  | (ISBN 978-2070529698) | -                |
| 29   | L'Épidémie       | (ISBN 978-2070540976) | -                |
| 30   | La Rencontre     | (ISBN 978-2070540983) | -                |
| 31   | La Conspiration  | (ISBN 978-2070541614) | -                |
| 32   | Le Double        | (ISBN 978-2070541621) | -                |
| 33   | L'Illusion       | (ISBN 978-2070541782) | -                |
| 34   | La Prophétie     | (ISBN 978-2070541775) | -                |
| 35   | Le Péril         | (ISBN 978-2070541799) | -                |
| 36   | La Civilisation  | (ISBN 978-2070543427) | -                |
| 37   | La Défaite       | (ISBN 978-2070543434) | -                |
| 38   | L'Arrivée        | (ISBN 978-2070543441) | -                |
| 39   | La Traque        | (ISBN 978-2070544868) | -                |
| 40   | Les Survivants   | (ISBN 978-2070545360) | -                |
| 41   | Le Cauchemar     | (ISBN 978-2070545377) | -                |
| 42   | L'Expédition     | (ISBN 978-2070545384) | -                |
| 43   | Le Complot       | (ISBN 978-2070545391) | -                |
| 44   | L'Épreuve        | (ISBN 978-2070545407) | -                |
| 45   | La Révélation    | (ISBN 978-2070548262) | -                |
| 46   | La Machination   | (ISBN 978-2070548453) | -                |
| 47   | Mission Finale   | (ISBN 978-2070535729) | -                |
| 48   | L'Ultime Combat  | (ISBN 978-2070539079) | -                |

Note 1 : Au Québec, les tomes ne sont distribués que jusqu'au trentième (La Rencontre) par les éditions Scholastics. Folio Junior a repris le flambeau et maintenant, les tomes 1 à 48 ainsi que les mêmes hors séries qu'en France ont été publiés.
Note 2 : Les livres suivants n'ont jamais été publiés en France. Ils se situent entre La Machination (46) et Mission Finale (47):
| Numéro original | Titre original | Titre en français | Numéro en français |
| --------------- | -------------- | ----------------- | ------------------ |
| 47              | The Resistance | La Résistance     | Non paru           |
| 48              | The Return     | Le Retour         | Non paru           |
| 49              | The Diversion  | La Diversion      | Non paru           |
| 50              | The Ultimate   | La Trahison       | Non paru           |
| 51              | The Absolute   | La Vérité         | Non paru           |
| 52              | The Sacrifice  | Le Sacrifice      | Non paru           |
| 53              | The Answer     | Mission Finale    | 47                 |
| 54              | The Beginning  | L'Ultime Combat   | 48                 |

### Hors-séries
| Type          | Numéro | Titre                                               | ISBN                  | Note               |
| ------------- | ------ | --------------------------------------------------- | --------------------- | ------------------ |
| Mégamorph     | 1      | La Créature                                         | (ISBN 978-2070522170) | -                  |
| Mégamorph     | 2      | Au Temps des dinosaures                             | (ISBN 978-2070527984) | -                  |
| Mégamorph     | 3      | Le Secret d'Elfangor                                | (ISBN 978-2070541645) | -                  |
| Mégamorph     | 4      | Retour dans le Passé                                | -                     | Non paru en France |
| Chroniques    | 1      | Chroniques des Hork-Bajirs                          | (ISBN 978-2070527991) | -                  |
| Chroniques    | 2      | Chroniques des Andalites                            | (ISBN 978-2070541638) | -                  |
| Chroniques    | 3      | The Ellimist Chronicles (Chroniques de l'Ellimiste) | -                     | Non paru en France |
| autre         | -      | Vysserk                                             | (ISBN 978-2070543458) | -                  |
| Alternamorphs | 1      | Le Grand Voyage                                     | (ISBN 978-2070545414) | -                  |
| Alternamorphs | 2      | The Next Passage (Le Prochain Passage)              | -                     | Non paru en France |

## Narration
La narration s'alterne habituellement entre les six personnages principaux, chaque tome étant raconté par l'un d'entre eux dans cet ordre : 
Jake > Rachel > Tobias ou Ax > Cassie > Marco
Ce cycle est complété dix fois, entrecoupé par les hors-série, qui présentent parfois de nouveaux narrateurs. 
- Les 4 Mégamorphs ("La Créature", "Au Temps Des Dinosaures", "Le Secret d'Elfangor", et "Back To The Beginning" (non-traduit en français), sont racontés par les six héros à tour de rôle selon les chapitres.

- "Chroniques des Andalites" est narré par le Prince Elfangor.

- "Chroniques des Hork-Bajirs" est partagé par Aldréa (une jeune Andalite), Dak Hamee (un Hork-Bajir), et Esplin 9466 (le Yirk qui plus tard deviendra Vysserk Trois)
- "Vysserk" est narré par Edriss 562 (ou Vysserk Un), le Yirk ayant infesté la mère de Marco
- "Les Chroniques de l'Ellimiste" (non-traduit en français) est narré par Toomin, un Ketran dont la destinée l'amènera à devenir le fameux Ellimiste.

Il est arrivé, parmi les livres principaux, que la narration soit reprise par un personnage autre que le narrateur pour diverses raisons.
- #19 Le Départ (Cassie) : Jake narre 5 des derniers chapitres, tandis que Cassie succombe à l'instinct de son animorphe
- #34 La Prophétie (Cassie) : l'esprit de l'Andalite Aldréa-Iskillion-Fallan, cohabitant avec celui de Cassie, prend le contrôle de la narration de temps à autre.
- #47 The Resistance (non-traduit en français) (Jake) : des extraits du journal d'Isaiah Fitzhenry, ancêtre de Jake vétéran de la Guerre Civile, sont mis en parallèle avec les actions de Jake

## Éditions
Les livres ont été publiés de 1996 à 2001 aux États-Unis par Scholastic, puis ont été traduits dans plusieurs autres pays.
Une nouvelle édition a été lancée à partir de mai 2011 à septembre 2012 par Scholastic avec de nouvelles couvertures en imagerie lenticulaire, mais à la suite des mauvaises ventes, cette ré-édition a été arrêtée au tome 8 : L'extraterrestre pour les États-Unis et le tome 5 : Le prédateur pour la France.

## Adaptations
La série de romans a inspiré une série télévisée, Animorphs.
L'univers a également été décliné sous la forme de trois jeux vidéo en 2000 : Animorphs (Game Boy Color), Animorphs: Know the Secret (Windows) et Animorphs: Shattered Reality (PlayStation).